# Autiojärvi (sjö, lat 63,83, long 29,00)
Autiojärvi är en sjö i Finland. Den ligger i kommunen Valtimo i landskapet Norra Karelen, i den centrala delen av landet, 500 km nordost om huvudstaden Helsingfors. Autiojärvi ligger 176,1 meter över havet. I omgivningarna runt Autiojärvi växer i huvudsak blandskog. Den är 3,7 meter djup. Arean är 1,34 kvadratkilometer och strandlinjen är 9,91 kilometer lång. Sjön  ingår i Vuoksens huvudavrinningsområde. 